# سابينا خاتون
سابينا خاتون (25 أكتوبر 1993 في بنغلاديش - ) (بالبنغالية: সাবিনা খাতুন) هي لاعبة كرة قدم بنغلاديشية في مركز الهجوم. شاركت مع منتخب بنغلاديش الوطني لكرة القدم للسيدات. أما مع النوادي، فقد لعبت مع Mohammedan SC (Dhaka) ‏.